# آل الدبك (المحفد)

تعديل مصدري - تعديل

آل الدبك هي إحدى قرى عزلة المحفد بمديرية المحفد التابعة لمحافظة أبين، بلغ تعداد سكانها 32 نسمة حسب تعداد اليمن لعام 2004.